# Ентоні Тауншип (округ Монтур, Пенсільванія)
Ентоні Тауншип (англ. Anthony Township) — селище (англ. township) в США, в окрузі Монтур штату Пенсільванія. Населення — 1452 особи (2020).

## Демографія
Згідно з переписом 2010 року, у селищі мешкала 1501 особа в 524 домогосподарствах у складі 404 родин. Було 550 помешкань
Расовий склад населення:
| - 98,9 % — білих - 0,4 % — чорних або афроамериканців - 0,1 % — корінних американців |

До двох чи більше рас належало 0,6 %. Частка іспаномовних становила 0,1 % від усіх жителів.
За віковим діапазоном населення розподілялося таким чином: 27,0 % — особи молодші 18 років, 59,0 % — особи у віці 18—64 років, 14,0 % — особи у віці 65 років та старші. Медіана віку мешканця становила 41,0 року. На 100 осіб жіночої статі у селищі припадало 102,0 чоловіків;  на 100 жінок у віці від 18 років та старших — 96,8 чоловіків також старших 18 років.
Середній дохід на одне домашнє господарство  становив 77 504 долари США (медіана — 64 028), а середній дохід на одну сім'ю — 82 959 доларів (медіана — 72 222). За межею бідності перебувало 5,6 % осіб, у тому числі 10,4 % дітей у віці до 18 років та 3,9 % осіб у віці 65 років та старших.
Цивільне працевлаштоване населення становило 785 осіб. Основні галузі зайнятості: освіта, охорона здоров'я та соціальна допомога — 25,1 %, виробництво — 17,5 %, роздрібна торгівля — 11,8 %, сільське господарство, лісництво, риболовля — 9,9 %.